# Perfect Strangers (sång)
"Perfect Strangers" är en låt av det brittiska hårdrocksbandet Deep Purple. Den utgavs som singel i oktober 1984 och återfinns som femte låt på albumet Perfect Strangers. 

## Låtlista
Singel (Storbritannien)
| 1. | "Perfect Strangers" | 5:18 |

| 1. | "Son of Alerik" |  |

Maxisingel (Storbritannien)
| 1. | "Perfect Strangers" | 5:28 |

| 1. | "Son of Alerik" | 10:00 |

## Medverkande
- Ritchie Blackmore – gitarr
- Ian Gillan – sång
- Roger Glover – elbas
- Jon Lord – elorgel
- Ian Paice – trummor